# PFKセプテムヴリ・ソフィア
セプテムヴリ（Septemvri (ブルガリア語: Септември)）は、ブルガリアのソフィアをホームタウンとするサッカークラブである。クラブカラーはボルドー、青、白。
2017-18シーズンはヴァシル・レフスキ国立競技場をホームスタジアムとして使用。

## 歴史
1944年11月5日に複数のクラブが合併してセプテムヴリが創設された。1945年3月26日にはさらに複数のクラブと合併したが、名称は変更されなかった。
1948年2月、Chavdarは国防省の体育部門のクラブとなり、名称はTSDVとなった。TSDVは後にCSKAソフィアとして知られるようになるクラブである。同年5月5日、ソフィア1部リーグに所属していたセプテムヴリは同2部リーグ所属のTSDVと合併し、クラブ名はセプテムヴリ・プリTSDVとなった。セプテムヴリ・プリTSDVは同年のソフィア1部リーグで優勝した。1948-49シーズンは新しくAグループとなったトップディビジョンに参加したが、1949年初めにセプテムヴリは分離された。
セプテムヴリは1949年から1968年まで独立したクラブとして活動、1959年に2部リーグで優勝し、トップディビジョンに昇格した。1960年にブルガリア・カップで初優勝した。1968年にCSKAソフィアと合併し、CSKAセプテムヴリースコ・ズナメに改称された。1988年に再び独立したクラブとなった。
1997-98シーズンに2部リーグで優勝し、1961年以来となるトップディビジョンに昇格したが、最下位に終わり1シーズンで降格した。
2013-14シーズンはシーズン中に財政問題が深刻化し、3部リーグから撤退した。2014-15シーズンは4部リーグに所属し、チームは育成組織出身の若手選手に大きく依存した。
2015年、クラブはブルガリアのサッカーアカデミーDITのオーナーであるルメン・チャンダロフに買収された。2015-16シーズンに3部リーグに所属していたFKコネリアノ・ゲルマン、2016-17シーズンに2部リーグに所属していたFKピリン・ラズロクと合併した。2017年、リーグ戦を2位で終えた後、入れ替え戦でPFCモンタナに勝利し、19年ぶりとなるトップディビジョン昇格を果たした。

## タイトル

### 国内タイトル
- セカンドリーグ：4回
  - 1955-56, 1958-59, 1997-98, 2021-22
- ブルガリア・カップ：1回
  - 1959-60

### 国際タイトル
なし

## 過去の成績
| シーズン | ディビジョン     | ディビジョン | ディビジョン | ディビジョン | ディビジョン | ディビジョン | ディビジョン | ディビジョン | ディビジョン | ブルガリア・カップ |
| シーズン | リーグ           | 順位         | 試           | 勝           | 分           | 敗           | 得           | 失           | 点           | ブルガリア・カップ |
| -------- | ---------------- | ------------ | ------------ | ------------ | ------------ | ------------ | ------------ | ------------ | ------------ | ------------------ |
| 2016-17  | セカンドリーグ   | 2位          | 30           | 17           | 8            | 5            | 52           | 26           | 59           | 2回戦敗退          |
| 2017-18  | ファーストリーグ | 10位         | 32           | 12           | 5            | 15           | 32           | 48           | 41           | 2回戦敗退          |
| 2018-19  | ファーストリーグ | 12位         | 32           | 9            | 6            | 17           | 32           | 58           | 33           | 準決勝敗退         |
| 2019-20  | セカンドリーグ   | 2位          | 20           | 17           | 1            | 2            | 47           | 19           | 52           |                    |
| 2020-21  | セカンドリーグ   | 3位          | 30           | 17           | 5            | 8            | 54           | 29           | 56           |                    |
| 2021-22  | セカンドリーグ   | 1位          | 36           | 21           | 7            | 8            | 77           | 35           | 70           |                    |
| 2022-23  | ファーストリーグ | 15位         | 35           | 7            | 7            | 21           | 31           | 52           | 28           |                    |
| 2023-24  | セカンドリーグ   | 2位          | 34           | 19           | 8            | 7            | 46           | 26           | 65           |                    |

## エンブレム

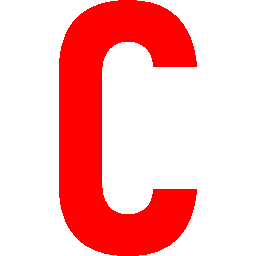
1950-1952
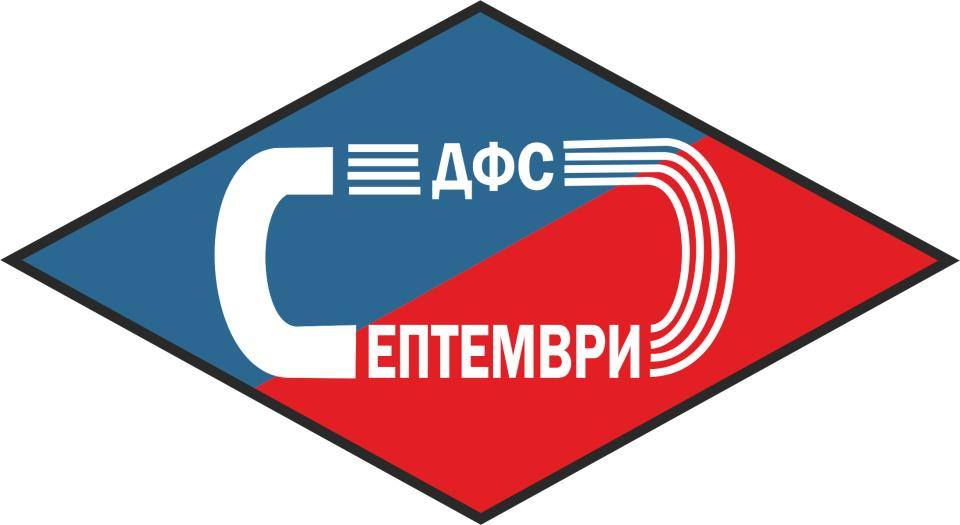
1957-1959
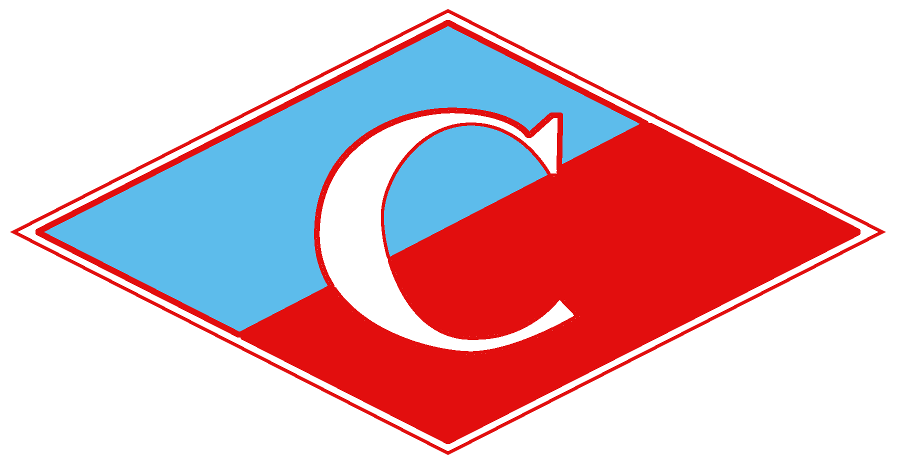
1959-1969
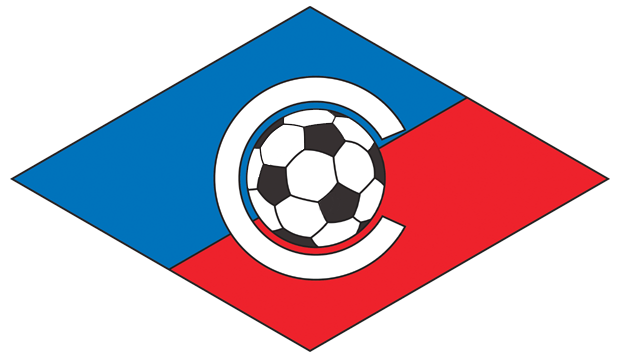
1988-2015

## 現所属メンバー
2025年1月20日現在
注：選手の国籍表記はFIFAの定めた代表資格ルールに基づく。
| No. | Pos. |              | 選手名                     |
| --- | ---- | ------------ | -------------------------- |
| 1   | GK   | ブルガリア   | イヴァイロ・イリエフ       |
| 3   | DF   | ブルガリア   | アタナス・トモフ           |
| 4   | DF   | ブルガリア   | マルティン・フリストフ     |
| 5   | DF   | ブルガリア   | ミハイル・ポレンダコフ     |
| 6   | MF   | ナイジェリア | ヴィクター・オチャイ       |
| 8   | MF   | パナマ       | マルティン・モラン         |
| 9   | MF   | ブルガリア   | アセン・チャンダロフ       |
| 11  | FW   | ブルガリア   | ボリスラフ・ルパノフ       |
| 12  | GK   | ブルガリア   | ヴラディミール・イヴァノフ |
| 15  | FW   | フランス     | ベルトラン・フーリエ       |
| 17  | DF   | モザンビーク | アルフォンス・アマデ       |

| No. | Pos. |              | 選手名                     |
| --- | ---- | ------------ | -------------------------- |
| 19  | FW   | ブルガリア   | ミトコ・ミトコフ           |
| 21  | GK   | ブルガリア   | ディミタール・シェイタノフ |
| 22  | FW   | ブラジル     | ヴィクトル・オリヴェイラ   |
| 23  | FW   | 北マケドニア | ニコラ・ヴェリチコフスキ   |
| 24  | FW   | 赤道ギニア   | ホルダン・グティエレス     |
| 25  | MF   | ブルガリア   | アレクサンダル・ジャモフ   |
| 26  | DF   | オランダ     | サンドロ・シェンク         |
| 27  | DF   | ブルガリア   | ゲオルギ・ヴァルバノフ     |
| -   | MF   | ブルガリア   | ガリン・イヴァノフ         |
| -   | MF   | ブルガリア   | ヴァレンティン・ニコロフ   |

## 歴代所属選手
- ペタル・アルギロフ
- イヴァン・アルソフ
- ヴァレリ・ボジノフ
- アセン・チャンダロフ
- ズドラヴコ・ディミトロフ
- ボリス・ガルチェフ
- アセン・ゲオルギエフ
- アタナス・ゲロフ
- イリア・イリエフ
- ディミタール・コスタディノフ
- マノル・マノロフ
- ディミタール・ミラノフ
- ミキ・オラチェフ
- ディミタール・ラルゴフ
- パヴェル・パノフ
- ミハイル・ポレンダコフ
- トロヤン・ラドゥロフ
- アイクト・ラマダン
- ゲオルギ・ルセフ
- ゲオルギ・サルモフ
- イヴァン・ティレフ
- ディミタール・ヤキモフ
- ディミタール・ヨルダノフ
- ゲオルギ・ヨルダノフ
- プレスラフ・ヨルダノフ
- ファウスタス・ステポナヴィチュス
- ダルコ・グリシッチ
- マリオ・イリエフスキ
- ヴラトコ・ストヤノフスキ
- スアド・サヒティ
- ホルダン・グティエレス
- アラサン・ディアビ
- マルティン・モラン
- イヴェリン・ポポフ 1993-1998
- アントニ・ズドラヴコフ 1996-2000
- ジェアン・パトリッキ 2017